# Gare de Kamigōri
La gare de Kamigōri (上郡駅, Kamigōri-eki) est une gare ferroviaire localisée dans la ville de Kamigōri, dans la préfecture de Hyōgo au Japon. La gare est exploitée par la compagnie JR West, sur la ligne Sanyô, ainsi que par la Chizu Express sur la ligne Chizu Express Chizu.

## Situation ferroviaire
Établie à 31 mètres d'altitude, la gare de Kamigōri est située au point kilométrique (PK) 89.6 de la ligne Sanyō et au point kilométrique 0.0 sur la ligne Chizu Express Chizu. La gare est un point de départ de la ligne Chizu Express Chizu et fait connexion avec la ligne Sanyô de la JR West. La gare est également la dernière gare de la préfecture de Hyogo en venant d'Himeji sur la ligne Sanyô. La prochaine gare étant dans la préfecture d'Okayama. La distance de 12.8 km   entre la gare de Kamigōri et celle de Mitsuishi est la plus longue distance entre deux gares sur la ligne Sanyô.

## Histoire
La gare fut construite en 1895 par la compagnie ferroviaire Sanyo. En 1906 la société de chemin de Fer Sanyo sera intégrée dans la Société gouvernementale des chemins de fer japonais. En 1959, la ligne Sanyo est électrifiée jusqu'à cette gare. Le 3 décembre 1994, la ligne Chizu Express Chizu est ouverte et la gare de Kamigōri devient une gare de connexion entre la ligne de la JR West et celle de la CKK. En 2006, les trains de nuit Sunrise Seto et Sunrise Izumo, s’arrêtent à cette gare jusqu'en 2010, où ces deux trains ne marquent plus l’arrêt dans cette gare。.
En 2014, la fréquentation journalière de la gare était de 2 949 personnes.
| 2010  | 2011  | 2012  | 2013  | 2014  |
| 2 952 | 2 954 | 3 002 | 2 958 | 2 949 |

## Service des voyageurs

### Accueil
La gare dispose d'un guichet, ouvert tous les jours de 5 h 30 à 23 h

### Desserte
La gare de Kamigōri  est une gare disposant de deux quais  et de quatre voies. L’accès à la voie pour le CKK se fait par le côté ouest du quai des voies 2 et 3. La desserte est effectuée par des trains, rapides ou locaux, ainsi que  par les trains express Super Inaba et Super Hakuto. Le quai de stationnement des trains de la CKK ne reçoit que les trains locaux.
| N° de voie                      | Ligne                          | Direction                | Direction                         |
| Quais des lignes JR West        | Quais des lignes JR West       | Quais des lignes JR West | Quais des lignes JR West          |
| ------------------------------- | ------------------------------ | ------------------------ | --------------------------------- |
| 1                               | A Sanyō                        | Himeji - Osaka           | Train express stoppant à Kyoto    |
| 2                               | A Sanyō                        | Himeji - Osaka           | Les premiers trains de la journée |
| 2                               | ◇ Limited Express Super Inaba  | Tottori - Okayama        | Tottori - Okayama                 |
| 3                               | S Sanyō                        | Okayama - Mihara         | Okayama - Mihara                  |
| 3                               | ◇ Limited Express Super Hakuto | Tottori - Kurayoshi      | Tottori - Kurayoshi               |
| Quais de la ligne Chizu Express |                                |                          |                                   |
|                                 | Chizu Express Chizu            | Sayo - Ōhara - Chizu     | Sayo - Ōhara - Chizu              |

### Intermodalité

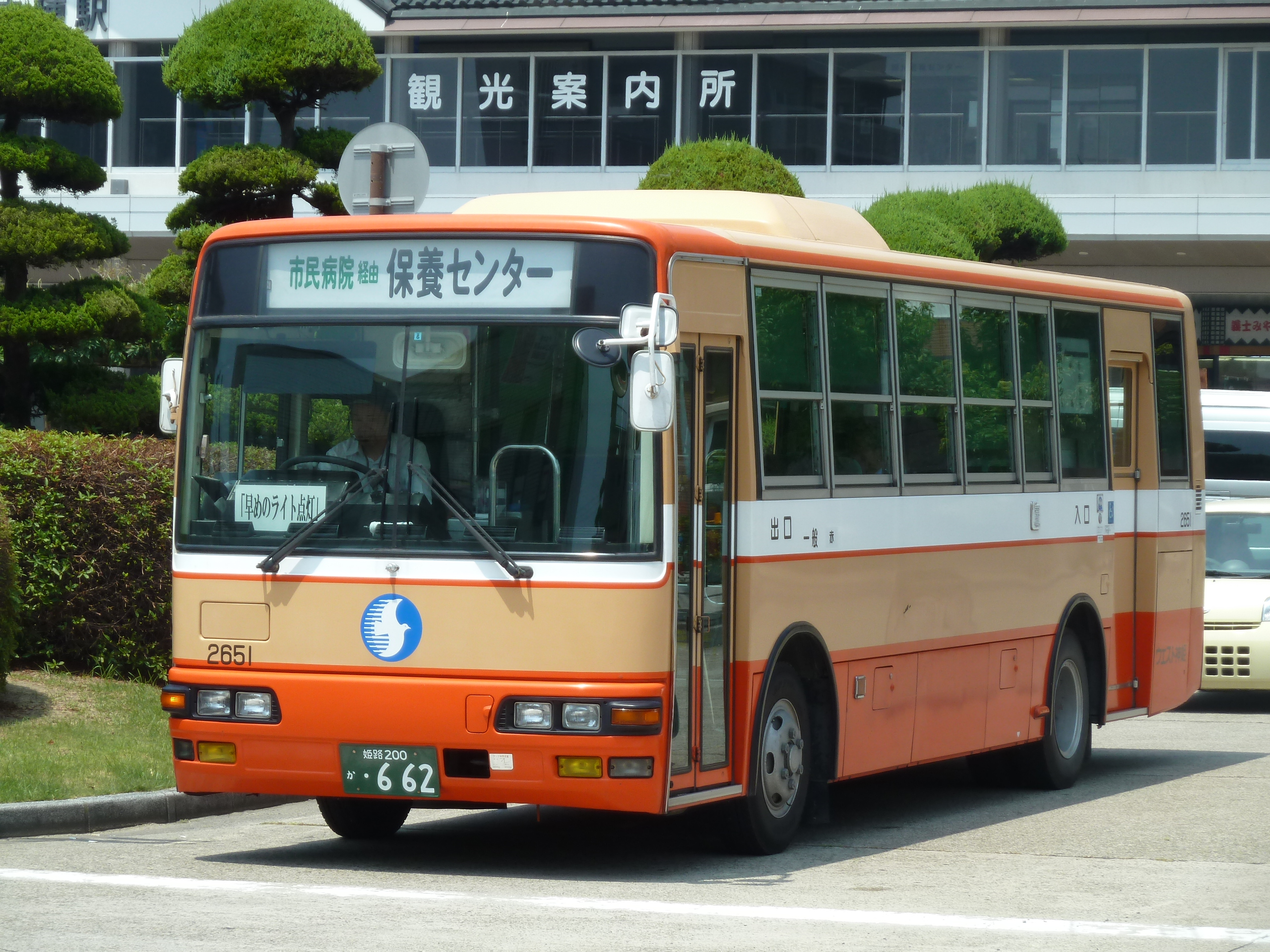
Bus du réseau Shinki

Un arrêt de bus du réseau Shinki Bus est  également disponible près de la gare.